# Astronomische Breite

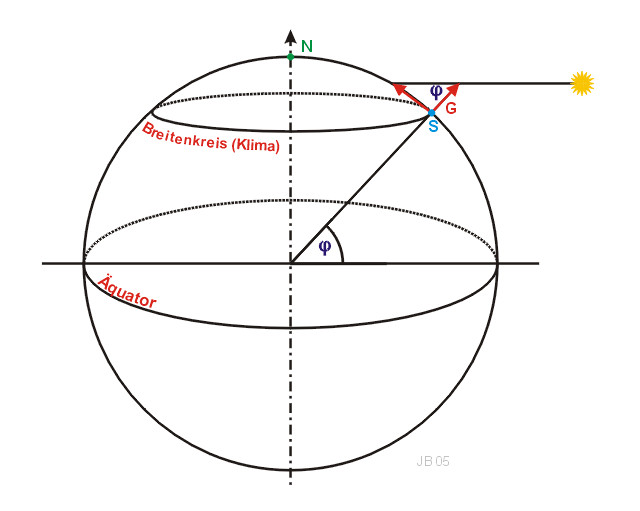
Astronomische Breite = Polhöhe = Winkelabstand des Zenits von Äquator (Sonne hier im Himmelsäquator gezeichnet)

Die Astronomische Breite – oft auch Polhöhe genannt – ist der Höhenwinkel des nördlichen (bzw. südlichen) Himmelspols am Standpunkt des Beobachters; die Äquatorhöhe ist gleich 90° minus Polhöhe.
Sie bezieht sich nicht direkt auf die Erdkugel bzw. das Erdellipsoid, sondern auf die wahre (physikalische) Lotrichtung, und entspricht der Deklination des Zenits. Von der geografischen Breite unterscheidet sie sich durch die sogenannte Lotabweichung.

## Astronomische Koordinaten und Lotabweichung
Die Astronomische Breite darf nicht mit der Geografischen Breite gleichgesetzt werden, obwohl das seit den Expeditionen des 15. Jahrhunderts oft geschieht. Die beiden Breiten unterscheiden sich um die Lotabweichung – d. h. um jenen kleinen Winkel ξ, um den die wahre Lotrichtung von der theoretischen Normalen auf das Erdellipsoid abweicht. In Formeln wird dieser Unterschied meist durch das Formelzeichen φ'  (bzw. B' ) hervorgehoben, gegenüber φ (bzw. B) für die geografische Breite. Als Folge der Lotabweichung gilt also für die astronomische Breite und ihr Pendant, die astronomische Länge:
φ' = φ + ξ
λ' = λ + η / cosφ
Die beiden Komponenten der Lotabweichung (ξ, η) werden durch die Massenunregelmäßigkeiten / Schwereanomalien des Erdkörpers bedingt . In einem Punkt auf Meeresniveau ist ξ die Winkeldifferenz zwischen dem wahren Horizont (Geoid) und dem ellipsoidischen Horizont.

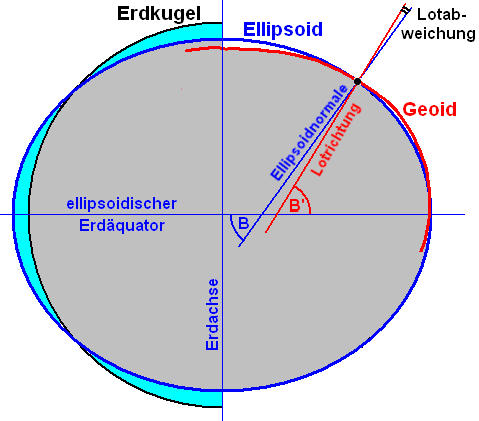
Lotabweichung: Differenz zwischen wahrer Lotrichtung und einem theoretischen Erdellipsoid. Sie bewirkt eine scheinbare Ortsverschiebung und beeinflusst alle terrestrischen Richtungsmessungen

Die astronomische Breite ist also einerseits ein physikalisches Faktum des Erdschwerefeldes, kann aber andrerseits geometrisch – als Winkel zwischen Lotrichtung und Himmelsäquator – aufgefasst werden (siehe nebenstehendes Bild). Demgegenüber ist die „geografische“ Breite eine physikalische Fiktion – also ein Winkel, der nur auf einem idealisierten Erdellipsoid definiert ist und von dessen Formparametern abhängt.
Um dieser Mehrdeutigkeit des Begriffs „Breite“ Rechnung zu tragen, spricht man in der Geodäsie besser von „ellipsoidischer“ (geodätischer) Breite als von „geografischer“ Breite. Wegen der Erdabplattung (Abweichung der idealen Erdfigur von der Kugelform) gibt es in den Geowissenschaften sogar noch einen dritten Breitenbegriff, die „geozentrische Breite“.

## Zusammenfassung
Astronomische Breite φ, B'der Winkel zwischen der tatsächlichen Lotrichtung und der Äquatorebene (Himmelsäquator). Die Differenz zur ellipsoidischen Breite ist die Nord-Süd-Komponente (ξ) der Lotabweichung.
Ellipsoidische Breite φ, β, BWird als Erdmodell ein Rotationsellipsoid verwendet, so entspricht sie dem Winkel zwischen der Äquatorebene und der Ellipsoidnormalen. Sie wird auch geodätische Breite genannt und in der Landesvermessung und Kartografie verwendet. Bei Ortsbestimmungen mit GPS erhält man ebenfalls ellipsoidische Koordinaten (Breite und Länge).
Geozentrische Breite ψdie Richtung zum Erdmittelpunkt. Lotrichtung und Ellipsoidnormale verlaufen – außer am Äquator und an den Polen – nicht durch den Erdmittelpunkt. Die geozentrische Breite unterscheidet sich von der geodätischen  bzw. ellipsoidischen Breite um bis zu 0,2°.

## Messmethoden und Instrumente
Die Messung der astronomischen Breite (zusammen mit der Länge früher fälschlich als Astronomische Ortsbestimmung bezeichnet) kann mit mehreren Verfahren der Astrogeodäsie oder der Astrometrie erfolgen. Bei bekannten Koordinaten der beobachteten Sterne sind die genauesten Methoden (je nach Aufwand 0,3″ bis 0,05″ pro Abend):
- Breitenbestimmung durch Messung von Zenitdistanzen
  - beim Sterndurchgang im Meridian des Beobachters: Methoden von Sterneck und von Horrebow-Talcott
  - im Ersten Vertikal (erfordert auch genaue Zeitmessung, was als Zweitprodukt die astronomische Länge oder die Sternzeit liefert)
- Breitenbestimmung aus Horizontalrichtungen
  - in der größten Digression (maximaler Nordabstand) des Sterns: Embacher-Methode
  - im Vertikal eines terrestrischen Zieles: Methode von Döllen und von  Niethammer
  - (diese 3 Methoden sind günstig, wenn auch astronomische Azimute bzw. die genaue Orientierung des Instruments zu bestimmen sind. Ansonsten sind die o. und u. a. Methoden zu bevorzugen)
- Simultane Breiten- und Längenbestimmung: Methode gleicher Höhen mit Astrolabien.
- Fotografische Aufnahmen des Zenits in zwei entgegengesetzten Richtungen:
  - mit einem Astrografen und angeklemmtem Horrebow-Niveau
  - mit einer Zenitkamera (fotografisch oder mittels eines CCD-Sensors).

Die letztgenannten 3 Methoden sind heute (mit modernen Instrumenten) am raschesten durchführbar. Sind beide Komponenten der Lotrichtung (neben B auch L) gewünscht, ist die Methode gleicher Höhen mit einem Ni2-Astrolab am ökonomischsten, und am genauesten mit einem Danjon-Astrolab.
Geeignete Messinstrumente der Winkelmethoden sind das Universalinstrument (oder ein genauer Theodolit mit Zenitprisma), ein Transit- oder Passageninstrument. Die höchste Präzision ist mit dem Zenitteleskop erreichbar – visuell etwa 0,1″, fotografisch oder fotoelektrisch auch noch genauer.